# Грушино (Харьковская область)
Гру́шино (укр. Грушине) — село,
Грушинский сельский совет,
Первомайский район,
Харьковская область, Украина.
Код КОАТУУ — 6324582501. Население по переписи 2001 года составляет 645 (295/350 м/ж) человек.
Является административным центром Грушинского сельского совета, в который, кроме того, входят сёла
Высокое,
Калиновка,
Караченцев,
Кашпуровка и
Масловка.

## Географическое положение
Село Грушино находится на реке Орелька,
выше по течению на расстоянии в 1,5 км расположено село Масловка,
ниже по течению на расстоянии в 4 км расположено село Кашпуровка.
Река в этом месте пересыхает, на ней сделано несколько запруд.
На расстоянии в 1,5 км находятся сёла Караченцев и Водяное, в 3-х км находится город Первомайский.
Через село проходит автомобильная дорога Т-2110.

## История
- 1550 — дата основания.

По одной из легенд, владел селом пан Пархай, который позже подарил его своей дочери Груше. С тех пор тот, кто проезжал мимо и спрашивал: «Чьё село?», получал ответ- «Грушино».

## Экономика
- «НАДИЯ», ООО.
- «Им. 1 Мая», сельскохозяйственное ООО.

## Объекты социальной сферы
- Фельдшерско-акушерский пункт,
- Школа.

## Достопримечательности
- Братская могила советских воинов. Похоронено 1480 воинов.